# Puente Romano
Puente Romano (betekenis: Romeinse brug) of Puente Arabe is een oude stenen brug die als een van de drie bruggen de diepe kloof Tajo de Ronda met daarin de rivier de Guadalevín overspant in de autonome regio Andalusië in Zuid-Spanje. Op bepaalde plaatsen is deze kloof 120 meter diep. De brug ligt buiten de stadsomwalling van de stad Ronda en ligt lager dan de naastgelegen Puente Viejo.
De naam Puente Romano verwijst naar de fundamenten van een oude Romeinse brug waarop deze Moorse brug gebouwd is, hetgeen waar Puente Arabe naar verwijst. De brug werd verlaten toen in de 16e eeuw de nieuwe wijk Mercadillo (markt) aan de oostkant van de kloof een betere verbinding vereiste met La Ciudad (de oude stad) aan de westkant.